# 124 (число)
124 (сто два́дцять чоти́ри) — натуральне число між 123 і 125.

## У математиці
- Цифри цього числа утворюють геометричну прогресію.

## У науці
- атомний номер унбіквадію.

## У інших областях
- 124 рік, 124 до н. е.
- ASCII — код символу «|».